# Clotilde von Derp
Clotilde Margarete Anna von der Planitz, de son nom de scène Clotilde von Derp (née le 5 novembre 1892 à Berlin et morte le 11 janvier 1974 à Rome), est une danseuse allemande de réputation internationale, pionnière de la danse expressionniste.

## Biographie
La baronne Clotilde von Planitz est issue d'une famille aristocratique du Vogtland, fille d'un commandant saxon, Hans von der Planitz (1863-1932), et de Margarete von Muschwitz (1868-1955). Née à Berlin, elle part, après le divorce de ses parents (1900), avec sa mère et ses sœurs à Munich. Sa mère ouvrit une école de musique à Schwabing.
Clotilde von Derp, amenée dès sa plus tendre enfance à la musique, développe ainsi une passion pour la danse et se produit en public à partir de 1909. Élevée dans les cercles artistiques de Munich, elle travaille comme modèle pour des artistes comme Wilhelm Krieger. Vers 1910 elle accède à la célébrité comme la première « danseuse moderne » : « Cette Clothilde, écrivait d'elle Rudolf von Delius, est en fin de compte une danseuse qui exprime pleinement ce qu'elle vit, qui ne se laisse aucunement enfermer dans un carcan historique, qui tire de la richesse de ses émotions un monde nouveau » (1910).
Son expression se caractérise par un mélange de grâce et de naturel : la presse allemande l'acclame comme une danseuse d'une « grâce inégalée » : « Elle est certainement pour moi la plus grande danseuse d'Allemagne », écrit d'elle plus tard le sculpteur Georg Kolbe en 1916 ; le poète Rainer Maria Rilke est au nombre de ses adorateurs.

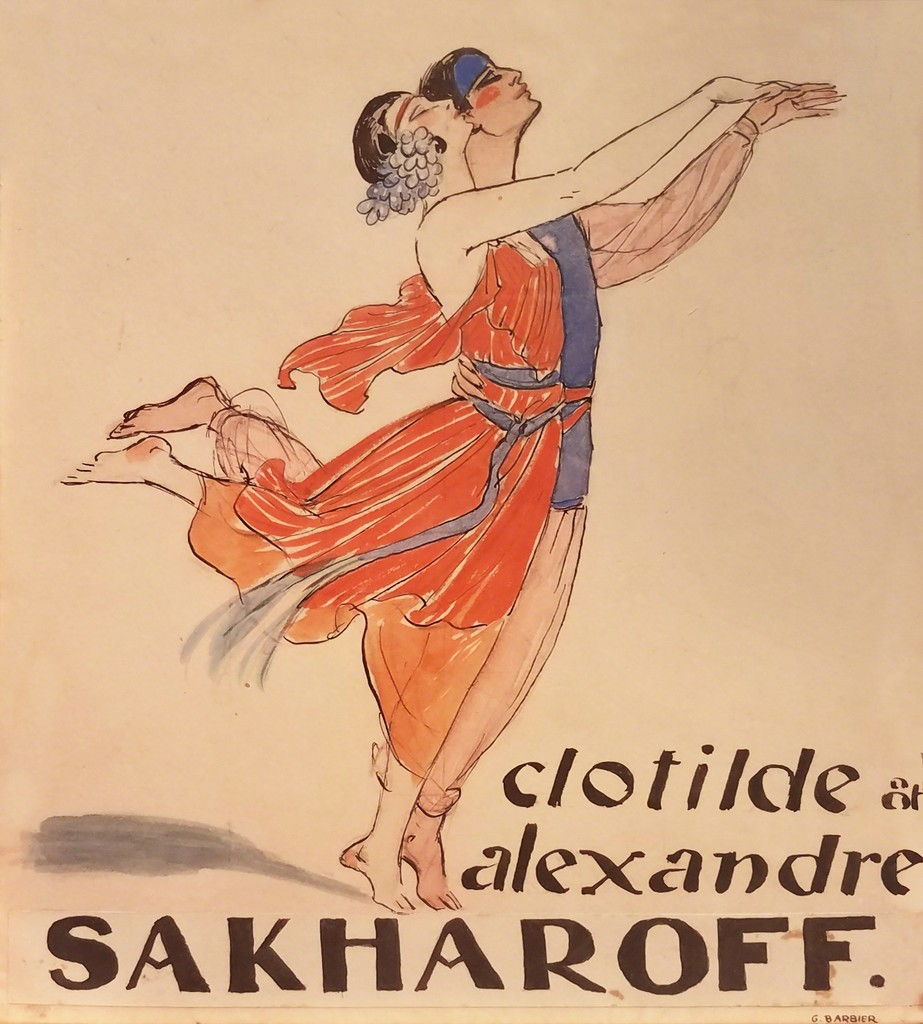
Affiche des Sakharoff de 1922, par Georges Barbier.

Clotilde von Derp fait la connaissance du chorégraphe Alexandre Sakharoff lors du bal de la presse de Munich en 1913, et ils se produisent dès lors ensemble. Ils dansent tantôt en couple, tantôt en solo, et passent alors pour l'avant-garde de la danse. Grâce à leur ralliement à la Nouvelle Association des artistes munichois, un réseau d'artistes en vue de l'époque, ils mettent au point un programme qu'ils perfectionnent sans cesse au contact de leurs amis et des artistes du cercle du Cavalier bleu. C'était une forme très personnelle de danse moderne, qu'ils nommaient « pantomime abstraite ». Ils dessinent eux-mêmes leurs costumes, emprunts, tout comme leur danse, de préciosité. Ils sont sans cesse en tournée à l'étranger, leurs principaux séjours étant Paris, Londres et Monaco. Clotilde von Derp épouse Sakharoff que le 25 janvier 1919, en prévision d'une tournée aux États-Unis. La cérémonie a lieu à Zürich, avec comme témoin la peintre Marianne von Werefkin.
Après leurs débuts à Londres en 1922, leur renommée s'étend au-delà de l'Europe. Avec d'autres stars de l'Avant-garde européenne et américaine, le couple se produit en 1938 à Buenos Aires, alors carrefour des interprètes de la danse moderne de l'Ancien et du Nouveau monde.
Après un spectacle d'adieu en 1954 à Rome, où Clotilde vécut jusqu'à sa mort, les Sakharov ne firent qu'enseigner au Palazzo Doria-Pamphilj (Rome). Ils sombrèrent peu à peu dans l'oubli.